# Nina Fehr Düsel
Nina Fehr Düsel (27 novembre 1980) è una giurista e politica svizzera dell'Unione Democratica di Centro (UDC). Dal 2023 è membro del Consiglio nazionale per il Canton Zurigo.

## Biografia
Dal 2014 al 2015 fece parte del consiglio comunale di Zurigo, mentre dal 2015 al 2023 fu membro del Gran Consiglio del Canton Zurigo. Candidatasi alle elezioni federali del 2023, venne eletta Consigliera nazionale per il Canton Zurigo con 121 213, risultando la decima candidata più votata nel cantone.